# 艾哈迈德·阿勒马克图姆
艾哈迈德·阿勒马克图姆（阿拉伯語：أحمد آل مكتوم，1963年12月31日—），阿联酋男子射击运动员。他曾代表阿联酋参加2000年、2004年和2008年夏季奥林匹克运动会射击比赛，其中2004年奥运会获得一枚金牌。